# CoRoT - 16b
CoRoT - 16b é um planeta extrassolar descoberto pelos astrônomos da equipe Cest (CoRoT exoplanets science team), da qual participaram astrônomos ligados ao IAG (Instituto de Astronomia, Geofísica e Ciências Atmosféricas da Universidade de São Paulo), com dados registrados pelo telescópio espacial CoRoT. A missão espacial CoRoT, foi desenvolvida e operada pelo CNES (França) com a contribuição da Alemanha, Austria, Bélgica, Brasil, Espanha e da agência espacial européia (ESA)
CoRoT - 16b possui uma órbita de aproximadamente 5,3 dias, em volta de uma estrela que é um pouco maior que o sol e esta a aproximadamente 2 mil anos luz de distância da Terra.